# لاري كروز
لاري كروز هو صحفي فلبيني، ولد في 17 سبتمبر 1941 في الفلبين، وتوفي في 4 فبراير 2008 في واشنطن العاصمة في الولايات المتحدة.